# Prix du roman Fnac
De Prix du roman Fnac is een Franse literatuurprijs, ingesteld in 2001 door de Franse warenhuisketen Fnac voor de beste Franstalige roman van het huidige jaar. De jury wordt gevormd door een panel van lezers en een panel van boekverkopers van Fnac. 

## Prijswinnaars
- 2023 Veiller sur elle van Jean-Baptiste Andrea
- 2022 Sa préférée van Sarah Jollien-Fardel
- 2021 Le Fils de l'homme van Jean-Baptiste Del Amo
- 2020 Betty van Tiffany McDaniel (vertaling uit het Engels)
- 2019 De pierre et d'os van Bérengère Cournut
- 2018 La vraie vie van Adeline Dieudonné
- 2017 Bakhita van Véronique Olmi
- 2016 Petit Pays van Gaël Faye
- 2015 La Septième Fonction du langage van Laurent Binet
- 2014 Le Complexe d'Eden Bellwether van Benjamin Wood
- 2013 Chambre 2 van Julie Bonnie
- 2012 Peste et Choléra van Patrick Deville
- 2011 Rien ne s'oppose à la nuit van Delphine de Vigan
- 2010 Purge van Sofi Oksanen
- 2009 Jan Karski van Yannick Haenel
- 2008 Là où les tigres sont chez eux van Jean-Marie Blas De Roblès
- 2007 Le dernier frère van Nathacha Appanah
- 2006 Dans la foule van Laurent Mauvignier
- 2005 Le Rire de l'ogre van Pierre Péju
- 2004 Une vie française van Jean-Paul Dubois
- 2003 Dix-neuf secondes van Pierre Charras
- 2002 Leur histoire van Dominique Mainard